# Destilería Serrallés
Destilería Serrallés es una destilería de ron localizada en Ponce (Puerto Rico), siendo más conocida por su marca de ron Don Q.  La compañía percibe ingresos superiores a los 400 millones de dólares. Es responsable de mover alrededor de 400 millones de dólares anualmente en la economía puertorriqueña provenientes de la venta de ron a Estados Unidos.

## Historia
La familia Serrallés era una familia de origen catalán que estableció contactos con Puerto Rico a mediados de los años 1830. Eran exitosos en cosechar y refinar azúcar de caña para exportarlo a los Estados Unidos, el Reino Unido y Francia. La plantación de caña del azúcar derivaría en el nacimiento de la compañía, que eventualmente tuvo su línea de raíl propia, trabajadores, alojamiento, flota de transporte, commisariado y aeropuerto privado, que más tarde sería nacionalizado: el Aeropuerto Ponce  Mercedita. La mayoría de estas operaciones eran finalmente anexionadas al municipio de Ponce, en cuyas tierras se realizaban las plantaciones.

## Mercedita

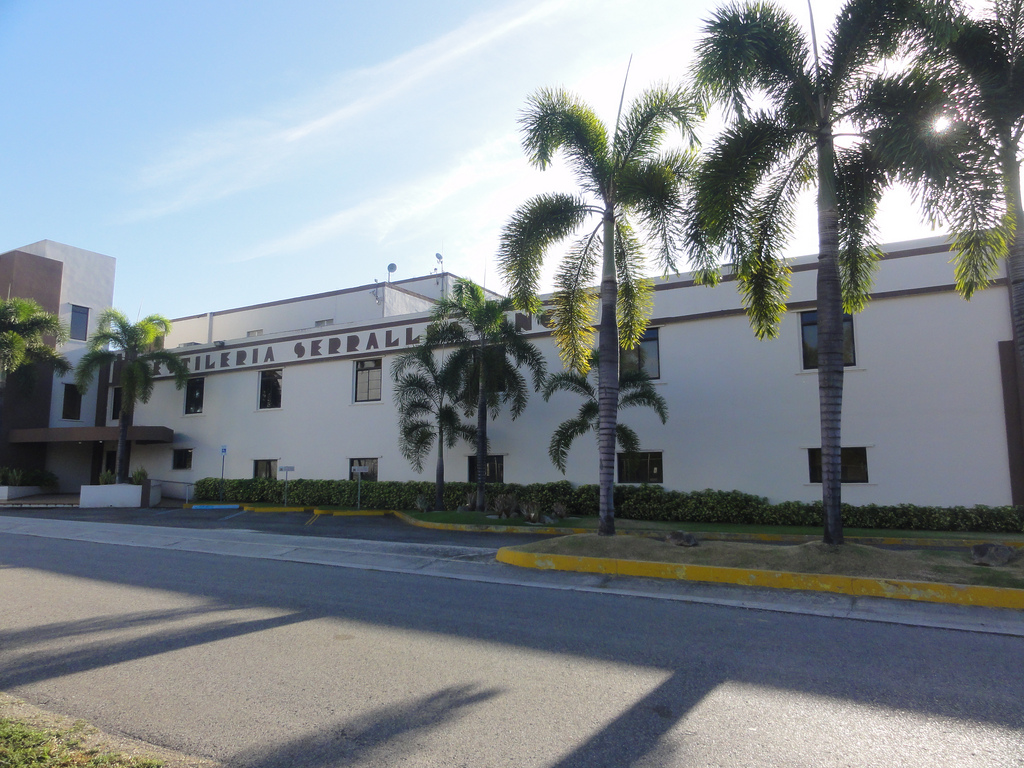
Destilería Serralles Oficinas administrativas, Sector Mercedita, Barrio Vayas, Ponce, Puerto Rico

En 1865, la familia abrió una instalación para la fabricación del ron en su plantación, la "Hacienda Mercedita", nombrado en honor del matriarca familiar Serrallés: Mercedes Pérez. En aquel año, Juan Serralles Colon, quién crearía uno de los licores más exitosos de la historia de Puerto Rico historia, importó un alambique de Francia, el cual le habilitó para producir su primer tonel de ron.

## Don Q
Los Serrallés produjeron varias marcas de ron locales, aunque la mayoría de ellas duraron poco. Inspirado en el éxito de otros productores de ron en la isla, la familia lanzó una marca refinada con la intención de exportarla a otro lugar. El Ron Don Q salió al mercado en 1932, y devendría popular con lugareños quienes consideraron a su rival Bacardi con un gusto más fuerte que cualquier otra marca extranjera (Bacardí abrió sus operaciones de destilación en Puerto Rico al inicio de los años 1930, a la vez que fue considerada una marca cubana , desde su sede en Santiago de Cuba). Por lo años 1960, Ron Don Q estaba disponible en la mayoría de las cadenas de supermercado importantes de Puerto Rico, como Pueblo y otros. También estuvo disponible en Amigo. Además de ron, la destilería también produce alcohol medicinal, vino de plus, vodka, y Don Juan.

## Adquisición de Puerto Rican Distillers
En 1985, Serrallés, Inc., bajo la jefatura de Félix Juan Serrallés, Sr., adquirió Puerto Rican Distillers, Inc., a manos del gigante de licor canadiense Joseph E. Seagram E Hijos, LTD.  La Compañía creció rápidamente cuándo  compró Puerto Rico Destillers en 1985. Esta adquisición aumentó la línea de producto de la compañía para incluir Palo Viejo, Ron Llave y Granado, y plegó las ventas de la empresa. Las adquisiciones incluyeron instalaciones de fabricación incluidas en Camuy y Arecibo además de los nombres de marca que vendieron por Seagrams localmente como: "Palo Viejo", "Ron Llave" y "Granado".  Serrallés También adquirió los derechos de producir y distribuir las marcas de "Ronrico" y "Capitán Morgan" en Puerto Rico y el resto del Caribe.  Estas marcas mismas, ahora producidas por Serrallés, son distribuias en los Estados Unidos por Seagrams.  Ron de Capitán Morgan es el segundo más grande vendiendo ron en el mundo después de "Bacardi".  Como resultado, Serrallés, Inc., más de plegó sus ventas.

## Distribución
La Compañía  flagship producto, Ron Don Q, es actualmente vendida en los Estados Unidos, México, las Islas Vírgenes, España, y un número de otros países.

## Competencia
Ron Don Q es el ron que vende mejor en Puerto Rico, al frente de Bacardi y Capitán Morgan.  La marca de Ron de Morgan de Capitán está en propiedad de Diageo PLC pero es fabricada por Destilería Serrallés en una diferente destilería bajo un contrato de suministro. Recientemente el contrato con Diageo por la marca Capitán Morgan no fue renovada, cuando Diageo trasladó su producción de Capitán Morgan a las Islas Vírgenes de EE. UU.

## Promoción de Don Q
Ron Don Q también ha sido comprometido en campañas publicitarias numerosas. Los anuncios televisivos han corrido en Puerto Rican canales de Puerto Rico durante décadas, y la marca ha patrocinado equipos de deportes locales, como béisbol Leones de Ponce y su BSN baloncesto counterpart el baloncesto Leones. La destilería Serrallés está también implicada en el regata Copa Serralles, donde Ron Don Q es su mayor patrocinadora. Don Q también ha aparecido en un número de películas. También, Ron Don Q está disponible en muestras de botella pequeña en supermercados, farmacias y tiendas de licor.

## Actualmente
El presidente actual de la compañía y CEO es Félix Juan Serrallés, Jr., bisnieto de Juan Serrallés.  La compañía actualmente produce más del 60% del ron vendido en Puerto Rico.  En 1998, las ventas anuales de Serrallés. El inc. superaron los 100 millones de dólares.  La compañía ha devenido un gigante industrial y una empresa de marketing que distribuye más de 80 productos diferentes en todo el mundo.
Desde el año 2000, el Grupo Serrallés incluye las compañías de destilería que también posee el Ponce Hilton & Casino. Es una de las 100 familias más antiguas de América que siguen en el negocio.